# Yosef Yehuda Leib Bloch
Pour les articles homonymes, voir Bloch.
Yosef Yehuda Leib Bloch (né le 13 février 1860 à Raseiniai (Lituanie) et mort le 10 novembre 1929 à Telšiai (Lituanie) est un rabbin lituanien, gendre du rabbin Eliezer Gordon, à qui il succède en 1910 comme Rosh Yeshiva de la Yeshiva de Telshe à Telšiai.

## Biographie

### Famille
Yosef Yehuda Leib Bloch est né le 13 février 1860 à Raseiniai, en Lituanie. Il est le fils de Mordechai Bloch. Il a une sœur, Perel Leah Kravetz.
Il se marie trois fois. Il est l'époux de Chasya Gordon (née le 13 février 1860 et morte le 10 novembre 1929) (la fille du rabbin Eliezer Gordon), de Miriam Zuckerman (-morte du diabètele 1er septembre 1925, à Telšiai) et de Taibe Freida Menkin (née le 5 mai 1873 à Poltava en Ukraine-). 
Il a huit enfants avec Chasya Bloch: NN Kravitz (née en 1885 à Telšiai et morte le 30 août 1941); le rabbin Shmuel Zalman Bloch (né en 1886 à Telšiai et mort le 15 juillet 1941 à Telšiai, victime de la Shoah); Miriam Okliansky (née en 1887 à Telšiai et morte le 27 décembre 1941 à Telšiai, victime de la Shoah); le rabbin Avrohom Yitzchok Bloch (né en 1891 à Telšiai et mort le 15 juillet 1941 à Telšiai, victime de la Shoah); Shoshana Vesler (née en 1894 et morte le 26 juin 1941 à Plungė (Telšiai ), victime de la Shoah), le rabbin Eliahu Meir Bloch (né le 23 octobre 1894 à Telšiai et mort le 23 décembre 1954 à Cleveland, Ohio, États-Unis), Perel Leah Katz (née en 1899 à Telšiai et morte en 1930) et Chaya Katz (née en 1909).

### Études
Yosef Yehuda Leib Bloch étudie à Kelmė avec le rabbin Eliezer Gordon, à l'âge de 15 ans. Il épouse sa fille à l'âge de 21 ans.

### Yechiva de Telshe
Après son mariage, Yosef Yehuda Leib Bloch fait partie du corps enseignant de la Yechiva de Telshe.

### Rabbin de Varniai
En 1903, Yosef Yehuda Leib Bloch devient le rabbin de (Vorna) (Varniai), en Lituanie.

### Retour à la Yechiva de Telshe
En 1910, Yosef Yehuda Leib Bloch succède à son beau-père, le rabbin Eliezer Gordon, comme Rosh Yeshiva de la Yechiva de Telshe à Telšiai,. Il introduit l'étude quotidienne du Moussar,.
Sous la direction des rabbins Eliezer Gordon et Yosef Yehuda Leib Bloch, la yechiva sépare les étudiants en cinq niveaux et institue des examens périodiques. 
Yosef Yehuda Leib Bloch introduit l'étude de matières séculaires dans le programme de la mekhina (études secondaires) de la Yechiva.
Le fils aîné de Yosef Yehuda Leib Bloch, le rabbin Shmuel Zalman Bloch, le successeur naturel de son père au poste de Rosh Yeshiva, cède sa place à son frère plus jeune, le rabbin Avrohom Yitzchok Bloch. Ce dernier devient Rosh Yeshiva de 1929 jusqu'au 15 juillet 1941, alors qu'il est assassiné par les Nazis.
Les rabbins Eliyahu Meir Bloch, élève, puis enseignant depuis 1917 à la Yechiva de Telshe et Chaim Mordechai Katz réussissent à partir pour les États-Unis, avec 10 élèves et reconstruisent la Yechiva à Cleveland, dans l'Ohio.

### Mort
Yosef Yehuda Leib Bloch meurt le 10 novembre 1929 à Telšiai, Lituanie, à l'âge de 69 ans. Il est enterré à Telšiai.

## Œuvres
- (he) Shiurei Da'as. 2 Volumes[27] (Anthologie de sagesse et de Moussar)[28]

## Pour approfondir